# Polymerus costalis
Polymerus costalis är en insektsart som beskrevs av Knight 1943. Polymerus costalis ingår i släktet Polymerus och familjen ängsskinnbaggar. Inga underarter finns listade i Catalogue of Life.